# Ca l'Altimires
Ca l'Altimires és una obra amb elements noucentistes de Gelida (Alt Penedès) protegida com a Bé Cultural d'Interès Local.

## Descripció
Ampli casal rectangular, de tres plantes, a dues vessants. A primeries de segle la vella masia fou convertida en torre d'estiueig i s'hi afegiren un pati porxat amb terrat, a l'entrada, i una galeria, terrat i porxos i un jardí a la cara nod. Aleshores, fou modificat el seu interior i actualment només s'hi endevina la gran entrada, la sala del primer pis i un rellotge de sol a la façana principal.

## Història
Moltes cases dels carrers del voltant d'aquesta masia urbana, paguen censos als amos de Ca l'Altimires, fet que vé a demostrar que posseïa moltes terres i que fou l'origen dels habitatges posteriors d'aquest sector de poble.